# Helianthemum sicanorum
Helianthemum sicanorum är en solvändeväxtart som beskrevs av Brullo, Giusso och Sciandr.. Helianthemum sicanorum ingår i släktet solvändor, och familjen solvändeväxter. Inga underarter finns listade i Catalogue of Life.